# Kanker

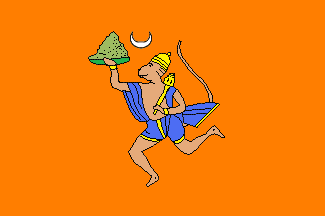
Bandera de Kanker

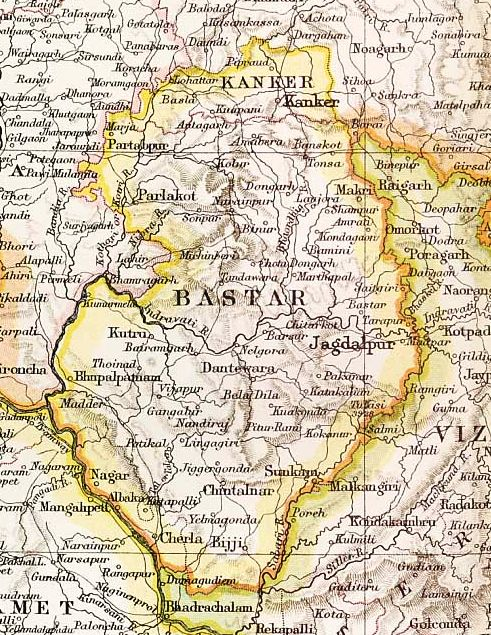
Kanker al nord de l'estat de Bastar. Imperial Gazetteer of India

Kanker fou un estat tributari protegit de l'Índia, a les Províncies Centrals (per un temps Orissa, però abans i actualment a Chhattisgarh al sud del districte de Raipur) amb una superfície de 571,6 km². Limitava al nord amb els districtes de Drug i Raipur; a l'est amb el districte de Raipur; al sud amb l'estat de Bastar i a l'oest amb el de Chanda. La capital era a Kanker, que tenia aleshores 3906 habitants, situada a la vora d'un riu anomenat Dudh. La població de tot l'estat era de 63.610 habitants el 1881, i de 103.536 el 1901, més de la meitat dels quals eren gonds i una quantitat important halbes; estaven repartits en 436 pobles. El 1931 la població era de 136.101 habitants. La llengua habitual era el gond oi el chhattisgarhi.
La major part de l'estat era jungla, però a la part oriental a la vall del Mahanadi, la terra era plana i el sòl fèrtil. El Mahanadi regava la part oriental de l'estat rebent diversos rierols de les muntanyes 
La història tradicional es remunta al 106 quan Raja Satkarni de la dinastia satavahana la va governar; després va passar als chalukyes fins al 788. Posteriorment va estar en mans de diverses dinasties fins al final de la dinastia Kandra el 1385. El governant era descendent d'una família purament rajput i segons la tradició l'ancestre Raja Veer Kanhar Dev, amb l'abdicació de Jagannath Puri, fou posat al tron per votació popular al segle XIV i va governar fins al 1404.
Durant la supremacia dels haihaivansi de Chhattisgarh, el sobirà de Kanker fou un aliat (segurament un feudatari fidel) d'aquesta nissaga i va rebre Dhamtari que va afegir als seus territoris. Més tard sota els marathes va haver d'aportar un contingent de 500 homes quan li fos demanat. El 1809 el raja maratha dels Bhonsle de Nagpur va deposar el raja però fou restaurat pels britànics el 1818 amb un tribut de 500 rúpies que fou perdonat el 1823 a canvi de reprendre alguns serveis, i en endavant no va pagar tribut. El sobirà Kamal Deo va pujar al tron el 1903.
Els ingressos eren el 1904 de 156.000 rúpies. L'agent polític a l'estat estava sota supervisió del Comissionat de la divisió de Chhattisgarh.

## Bandera
Bandera rectangular safra amb, al centre, la figura multicolor del hanuman portant una muntanya

## Llista de rages
- Raja GOOR SAI DEO -1729
- Raja HARPAL DEO 1729-1775 (fill)
- Raja DHIRAJ SINGH DEO 1775-?
- Raja RAM RAJ SINGH DEO ?
- Raja SHYAM SINGH DEO ?-1802
- Raja BHOOP DEV 1802-1809
- Interregne maratha 1809-1818
- Raja BHOOP DEV 1818-1839 (segona vegada)
- Raja PADMA DEO 1839-1853 (fill) (+ 5 de desembre de 1853)
- Maharajadhiraj NAHAR DEO 1853-1903 (fill) (+ maig de 1903)
- Maharajadhiraj KOMAL DEO 1903-1925 (nebot, fill d'un germà) (+ 8 de gener de 1925)
- Maharajadhiraj BHANU PRATAP DEO 1925-1949 (nebot, adoptat) (+ 14 d'agost de 1969)